# Pelineo

Mapa con algunas de las principales ciudades de la antigua Tesalia y zonas adyacentes. Pelineo estaba situada al norte del río Peneo, al oeste de Farcadón.

Pelineo (Πελινναῖον) o Pelina (Πέλιννα) - en latín, Pelinna y generalmente Pelinnaeum - fue una ciudad de Tesalia situada en el distrito de Histeótide a la izquierda del río Peneo. Se localiza en Paleogardiki (Παλαιογαρδίκι), a 3 kilómetros al oeste de la población de Petróporos (Πετρόπορος).
Alejandro Magno pasó por allí en su camino entre Iliria y Beocia. A la muerte de Alejandro, Pelineo permaneció leal y no se rebeló como otras ciudades de Tesalia. En la guerra entre Roma y Antíoco III el Grande, en el año 191 a. C., Pelineo fue ocupada por los atamanes, pero poco después, estando defendida además por un ejército de 500 infantes y 40 jinetes bajo el mando de Filipo de Megalópolis, fue asediada y tomada por tropas romanas.